# تشارلز فيكتور روبرتسون
تشارلز فيكتور روبرتسون (بالإنجليزية: Charles Victor Robertson)‏ هو شخصية أعمال أسترالي ونيوزلندي، ولد في 9 أكتوبر 1882، وتوفي في 26 مايو 1951.